# Estadio Veterans Memorial
El Estadio Veterans Memorial o Estadio conmemorativo de los Veteranos (en inglés:Veterans Memorial Stadium) es un estadio de fútbol ubicado en el parque Pago Pago, en la ciudad de Pago Pago, en Samoa Americana, dependiente de los Estados Unidos. El recinto tienen capacidad de 10 000 personas, y sirve como el estadio de la selección de fútbol del país, aunque nunca se jugó un partido de fútbol internacional en el estadio; y de varios clubes de la Liga FFAS y de Segunda División, como el PanSa. Actualmente se utiliza sobre todo para los partidos de fútbol así como rugby league y el  más popular del territorio, el fútbol americano.